# Kerien
Kerien é uma comuna francesa na região administrativa da Bretanha, no departamento Côtes-d'Armor. Estende-se por uma área de 22,08 km². Em 2010 a comuna tinha 255 habitantes (densidade: 11,5 hab./km²).